# Società anonima di navigazione aerea transadriatica
La Società Anonima di Navigazione Aerea Transadriatica (più semplicemente nota come Transadriatica) fu fondata ad Ancona il 29 agosto 1925 dai fratelli ing. Renato e Mario Morandi, e da Domenico Giuriati, già pilota militare. L'iniziativa godeva del sostegno economico dell'azienda tedesca della Junkers GmbH, di cui Renato Morandi aveva osservato da vicino la tecnologia e le capacità costruttive. Nella prima parte del 1926 la sede fu trasferita a Venezia che gli sponsor finanziari ritenevano più adatta come base per le operazioni.

## Storia

### Anni '20
L'attività di volo iniziò il 12 agosto 1926 da Venzia (aeroporto "Nicelli" del Lido) a Klagenfurt e Vienna lungo la cosiddetta Rotta 5 delle concessioni governative. L'aereo utilizzato fu, non casualmente, il monomotore Junkers F13 da quattro passeggeri in collaborazione con l'aerolinea austriaca ÖLAG. Il servizio, che inizialmente era stato effettuato su base sperimentale, divenne regolare il 1º febbraio 1927 e il successivo 19 aprile fu esteso, trisettimanalmente fino a Vienna, stavolta con trimotori Junkers G 24. Nel 1928 fu raggiunta anche la città austriaca di Graz mentre nella flotta entravano in servizio anche i Caproni Ca.73bis.

### Anni '30
La rete si allargò progressivamente ad altre zone della Penisola: Venezia-Bari-Brindisi il 21 aprile 1928, Venezia-Trento il 15 maggio 1930, Venezia-Firenze-Roma il 7 luglio dello stesso anno. Uno scalo intermedio veniva effettuato, a volte, a Foligno. Il 1° maggio 1931 fu inaugurato il volo Venezia-Trento-Monaco di Baviera. Nello stesso anno fu anche istituito un collegamento da Roma a Monaco in collaborazione con la DLH (Deutsche Luft Hansa). Il positivo andamento dell'attività fu in parte compromesso dalla morte di Renato Morandi in un tragico incidente avvenuto il 29 ottobre 1930.
All'inizio del nuovo decennio era iniziata la fase preparatoria per la concentrazione delle compagnie aeree italiane, evento già studiato dal governo di Roma fin dal 1928. Transadriatica, che aveva mostrato segni di difficoltà dopo il decesso del principale fondatore, fu acquistata direttamente dal Ministero dell'Aeronautica il 23 dicembre 1931. Strutture, aerei, materiali e personale furono trasferiti in blocco a Società Aerea Mediterranea (SAM).

### Il dopoguerra (1946-1949)

Un DC 3 in sosta nell'aeroporto "Nicelli" di Venezia-Lido

Dopo la Seconda Guerra Mondiale alcune società vennero autorizzate a proporre rotte e servizi secondo quanto decretato dagli Alleati britannici e statunitensi in Italia. La società fu costituita già nel 1946 con la ragione sociale completa Società per la Navigazione Civile Aerea Transadriatica. Furono acquistati cinque Douglas C-47 militari di origine statunitense, affidati alle Officine Aeronavali di Venezia per la riconversione al trasporto civile. I primi voli di linea furono inaugurati nell'aprile 1947 ed erano suddivisi su tre direttrici: Venezia-Padova-Roma, Roma-Pescara, Venezia-Ancona-Pescara-Brindisi-Catania. Da notare che lo scalo di Venezia era l'aeroporto del Lido di Venezia (S. Nicolò). Il 14 luglio vennero inaugurati i collegamenti Venezia-Padova-Novi Ligure (per Genova)-Cagliari.
Nel 1948 non ci furono altre novità se non quelle di preparazione a una fusione che molti giudicavano "imprescindibile": operazioni di integrate in quelle di A.L.I.-Avio Linee Italiane. La fusione completa avvenne il 1° gennaio 1949 (legalmente il 27 agosto successivo) con la nascita di ALI - Flotte Riunite.

## Flotta

### 1926-1931
- Hamilton H-47
- Junkers F 13
- Junkers G 24
- Junkers W 34
- Macchi-Nieuport M.18

### 1946-1949
- Douglas DC 3